# مهدي عسكرخاني
مهدي عسكرخاني، من مواليد 25 مارس 1948م، وهو لاعب كرة قدم إيراني سابق ومركزه حارس المرمى، شارك مع منتخب بلاده في كأس آسيا 1976 التي أستضافته إيران، وكان حارس مرمى إيراني يحترف في نادي السالمية الكويتي خلال فترة الشاه، ولعب مع أندية برسبوليس وأبو مسلم خراسان.